# Ridiculous Fishing
Ridiculous Fishing — это мобильная инди-игра о рыбалке, в которой игрок с помощью акселерометра мобильного устройства перемещает постоянно опускающийся крючок, а затем ловит на него рыбу, чтобы вышвырнуть пойманную рыбу на поверхность и стрелять по ней из ружья, зарабатывая внутриигровую валюту. Игра в некоторой степени стала известна из-за того, что её разработчики активно боролись c её игровым клоном, выпущенным другой студией. Разработкой и изданием занималась независимая студия Vlambeer, а точнее разработчики Рами Исмаил и Ян Виллем. Игра была выпущена на iOS 13 марта 2013 года и немного позже в том же году на Android.
Идея игрового процесса пришла Нийману во время просмотра телешоу о ловле тунца. Её прототип был выпущен в виде флэш-игры Radical Fishing с той же основной игровой механикой. Через год после того, как Vlambeer начала разработку версии iOS, другая студия Gamenauts выпустила клон Ninja Fishing. Команда в то время работала и над другими играми, но также открыто рассказывала о сложившейся ситуации на конференции разработчиков игр в 2012 году, затем команда решила посвятить всё своё время разработке Ridiculous Fishing. К разработке присоединился затем Грег Вольвенд, работая над игрой 14 часов в день.
Ridiculous Fishing получила в целом положительные оценки со стороны игровых критиков и была удостоена всеобщего признания по оценке агрегатора Metacritic. Игра выиграла премию Apple’s 2013 Design Award и была названа лучшей игрой года на iPhone. Рецензенты хвалили игру за её хороший баланс, игровой дизайн и визуальный стиль, в том числе хвалили приложенные усилия разработчиков в борьбе против игровых клонов.

## Игровой процесс
Игрок управляет рыбаком по имени Билли, который плавает на лодке, занимаясь рыбалкой. Игровой процесс поделён на три этапа: забрасывание лески, ловля рыбы и стрельба по рыбе, выброшенной в воздух. Игрок забрасывает леску, которая постоянно падает вниз, пока не заденет рыбу, на этом этапе игрок должен наклонять устройство, чтобы избегать контакта наживки с рыбой и забросить её как можно глубже. После подсечки леска сразу же поднимается, и в этот момент необходимо наклонять устройство, чтобы попытаться зацепить крючком как можно больше рыбы. Затем рыбак закидывает всю пойманную рыбу в воздух и игрок, нажатием по экрану стреляет по рыбе, прежде чем она успеет упасть в воду, чтобы заработать как можно больше денег. Более глубоководная рыба даёт больше денег. Рыбы различаются по характеристикам, включая тип плавания и необходимое количество выстрелов по ним. Стрельба по медузам наоборот уменьшает общий доход. В игре есть четыре уровня со своим визуальным оформлением, звуковым сопровождением и уникальными видами рыбы, а также бесконечный режим, позволяющий набрать наибольшее количество очков. Добытую валюту можно потратить во внутриигровом магазине на улучшения, например более длинную леску, неуязвимые сверла, большие пушки, приманку-бензопилу или и тостер (чтобы избавиться от нежелаемого улова), топливо для бензопилы и галстук для обеспечения большего дохода от стрельбы по рыбам. В смартфоне Билли также есть приложение Рыб-o-педия, где можно найти подсказки по прохождению, также приложение отслеживает статистику по пойманной рыбе, также открывая доступ к новым уровням.
| |  |  |  |
| Демонстрация трёх этапов игрового процесса — забрасывание крючка вглубь океана, ловля рыбы в процессе поднятия лески и забрасывание пойманной рыбы в воздух со стрельбой по ней |  |  |  |

## Разработка
Разработкой Radical Fishing занималась независимая студия Vlambeer, создавшая изначально flash-игру, в которой рыбак сидит в лодке, забрасывает удочку в воду, подтягивает рыбу в воздух и стреляет в неё из ружья. По задумке, игра должна была сочетать в себе лучшие качества браузерных игр, вызывающих сильное привыкание у игроков, но при этом оставаясь простыми и ненасыщенными избытком игрового материала. Игровой прогресс основан на петле обратной связи, где на первом этапе, падая в глубину требуется избегать рыбы, а на втором этапе, обратно плывя к поверхности нужно наоборот захватить как можно больше рыбы, и длина второго этапа прямо зависит от того, насколько долго игрок продержался на первом этапе. Эту идею задумал дизайнер Ян Виллем Нейман, после просмотра телешоу о ловле тунца. Он задумал идею игры о ловле рыбы, а также добавлении игровой механики из Duck Hunt — игры о стрельбе по уткам. Нейман сразу же разработал дизайн для игры, который не менялся до самого выпуска. Студия продала flash-игру веб-сайту браузерных игр в 2010 году, но сохранила за собой права на выпуск версии для iOS. Разработка версии для iOS началась в конце 2010 года и велась до 2013 года.

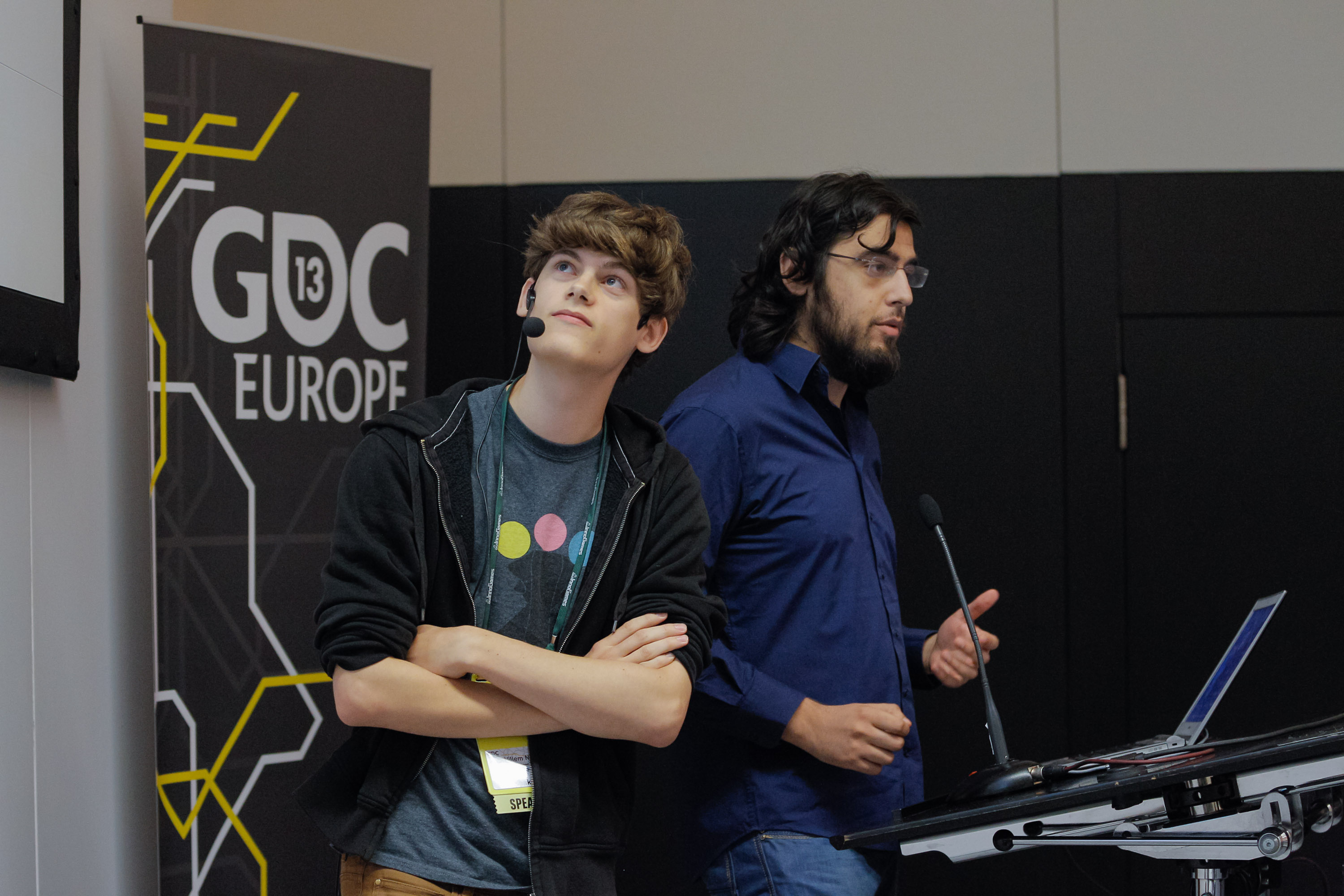
Нейман и Исмаил презентуют игру на Game Developers Conference в 2013 году.

В 2011 году другая студия Gamenauts выпустила игру-клон Ninja Fishing, с идентичной игровой механикой, как у Radical Fishing но с другим художественным оформлением — Ninja Fishing. Клон стразу же стал сенсацией. Поскольку разработчики не оформили авторские права на игровой процесс, они не стали подавать в суд. В это время разработка iOS-версии Radical Fishing не велась, так как студия занималась другим своим проектом — Serious Sam: The Random Encounter и разработку которого пришлось временно отложить из-за сложившейся ситуации. Для борьбы с клоном Vlambeer решили доработать игру, добавив в неё несколько дополнительных игровых локаций.
В 2012 году Ridiculous Fishing была номинирована, как «лучшая мобильная игра» на фестивале независимых игр, а Vlambeer стали известны в геймдев сообществе за свою активную борьбу против клона Ninja Fishing от Gamenauts, а их выступление против плагиата стало резонансным и вызвало широкое освещение в соц-сетях. Игру также демонстрировали на Game Developers Conference. Команда тогда презентовала свой проект Yeti Hunter, а Нейман начал разработку игры Luftrausers, летя на самолёте домой с конференции GDC.
Разработчики решили сосредоточиться на доработке Ridiculous Fishing пока не появились другие потенциальные клоны. К этому моменту над игрой работало уже четыре человека: дизайнер Ян Виллем Нейман, маркетолог Рами Исмаил, разработчик iOS Зак Гейдж и художник Грег Вольвенд. Команда страдала от организационных проблем и разногласий. После GDC, Нейман и Исмаил, задумали создать на основе имеющихся наработок более грандиозную игру, но пришли к выводу, что должны сосредоточиться на доделывании игры в её задуманном виде. Механика рыбалки была проработана хорошо, но у игры были ещё проблемы, связанные со стрельбой и навигацией в меню. Определившись с дедлайном по выпуску игры, разработчики сосредоточились на её полировке, исключили некоторые элементы, на доработку которых не хватало времени и ресурсов. В какой-то момент Вольвенд работал по 14 часов в день. Музыку написал Эйрик Сурке.
Выход игры состоялся 13 марта 2013 года. Команда разработчиков провела прямую трансляцию запуска Ridiculous Fishing ' из своего офиса в Утрехте. Вметсе с обновлением от июля 2013 года, в игру были добавлены пользовательские саундтреки, новые виды рыбы и предмет для быстрого выхода из игры. Версия для Android была создана совместно с Humble Bundle и выпущена 19 ноября 2013 года.

## Восприятие
| Сводный рейтинг    | Сводный рейтинг                                                          |
| Агрегатор          | Оценка                                                                   |
| ------------------ | ------------------------------------------------------------------------ |
| GameRankings       | 90,59 %                                                                  |
| Metacritic         | 91/100                                                                   |
| Иноязычные издания |                                                                          |
| Издание            | Оценка                                                                   |
| Edge               | 9/10                                                                     |
| Eurogamer          | 8/10                                                                     |
| IGN                | 8,0/10                                                                   |
| Pocket Gamer       | 9/10                                                                     |
| TouchArcade        | 5 из 5 звёзд · 5 из 5 звёзд · 5 из 5 звёзд · 5 из 5 звёзд · 5 из 5 звёзд |

Игра была положительно воспринята игровыми критиками. Средняя оценка на Metacritic составляет 91 балл из 100 возможных. По состоянию на апрель 2013 года у Ridiculous Fishing был самый высокий рейтинг среди iOS-игр в 2013 году. Она также попала в категорию избранных игр в App Store, получила награду Apple Design Award на вручении во всемирной конференции разработчиков и также была признана там лучшей игрой для iPhone. Редакция Pocket Gamer присудила Ridiculous Fishing золотую награду. В августе 2013 года Vlambeer объявили, что доходы от продаж игры составили уже почти миллион долларов.
Редакция Edge с сарказмом отметила, что Ridiculous Fishing не пронесла весь тот эмоциональный багаж, с которым разработчики столкнулись борясь с клоном. Представитель Eurogamer похвалил игру за её баланс, увидев явное улучшение со времён flash-игры. Редактор TouchArcade оценил обновления к игре, удерживающее интерес у игрока к игровому процессу, столь же привлекательному, как у Doodle Jump. Джастин Дэвис из IGN похвалил игру за её необычную концовку, забавно-нелепый дизайн, он также оценил игру за её минималистский стиль. Однако, по мнению критика, уровни и стиль могли бы быть более разнообразными, например поделены по разной художественной тематике. Представитель Eurogamer наоборот выразил восхищение художественным стилем игры, сочетающем в себе как ретро эстетику, так и минимализм, типичный для инди-игр. При этом такой стиль не отвлекает от игрового процесса. Критик также похвалил игрового персонажа и возможность листать вымышленную ленту в стиле Twitter. Рецензент из Pocket Gamer сравнил персонажа с героем из фильма «Водная жизнь Стива Зиссу»
Редакция TouchArcade, похвалила разработчиков за качественно проделанную работу, где показатель хорошей игры это как возможность погружаться в неё, так и играть короткими сеансами. И с тем и с другим Ridiculous Fishing отлично справляется. Представитель Pocket Gamer хвалил игру за её увлекательный прогресс и с нетерпением ждал открытия доступа к новым игровым материалам. Тем не менее это длится не долго, и игру можно пройти за несколько часов. Представитель IGN назвал Ridiculous Fishing типичной аркадной игрой, простой по своей сути и идеально убивающей время.

## Дополнительные источники
- Johnson, Jason. Rewind: How a tuna fishing documentary and heavy drinking inspired the launch of Ridiculous Fishing. Kill Screen (14 марта 2013). Дата обращения: 21 января 2018.
- Frushtick, Russ. Cloning Case Files: Vlambeer. Polygon (5 октября 2012). Дата обращения: 22 января 2018.
- GameCentral. Ridiculous Fishing: A Tale Of Redemption review – buried treasure. Metro (3 апреля 2013). Дата обращения: 22 января 2018.
- Rose, Mike. In-Depth: Inside Super Crate Box Dev Vlambeer's Clone Wars. Gamasutra (22 сентября 2011). Дата обращения: 22 января 2018.
- Cymet, Eli. Ridiculous Fishing Review. Gamezebo (14 марта 2013). Дата обращения: 22 января 2018.
- Hamburger, Ellis. Best New Apps: Ridiculous Fishing for iOS. The Verge (22 марта 2013). Дата обращения: 22 января 2018.
- Webster, Andrew. 'Ridiculous Fishing' turns slaughtering sea life into one of the iPad's best games. The Verge (14 марта 2013). Дата обращения: 22 января 2018.
- Rogers, Tim. The 16 Games That Consumed 311 Hours Of My 2013. Kotaku (31 декабря 2013). Дата обращения: 22 января 2018.
- Farokhmanesh, Megan. Ridiculous Fishing devs attempt to get yet another clone pulled from Google Play. Polygon (19 декабря 2014). Дата обращения: 22 января 2018.
- Tach, Dave. How being a successful independent developer can make you feel guilty. Polygon (4 апреля 2014). Дата обращения: 22 января 2018.